# Велике герцогство Саксен-Веймар-Айзенаське
Велике герцогство Саксен-Веймар-Айзенаське (нім. Großherzogtum Sachsen-Weimar-Eisenach) — німецька держава, що існувала з 1809 по 1918 р. Засноване в 1809 році як герцогство, у 1815 було підвищене в статусі до великого герцогства. В 1877 назва була офіційно змінена на Велике герцогство Саксонське, але ця назва залишилося рідко вживаним.
Після Листопадової революції стало вільною державою, яка в 1920 р. була включена в склад Тюрингії.

## Великі герцоги Саксен-Веймар-Айзенаські
- Карл-Август (1815—1828)
- Карл-Фрідріх (1828—1853)
- Карл-Александр (1853—1901)
- Вільгельм-Ернест (1901—1918)